# Землянка (Оренбургская область)
Землянка — село в Новосергиевском районе Оренбургской области. Входит в состав Новосергиевского поссовета.

## География
Село находится на левом берегу реки Самара, на расстоянии менее 3 км на юго-восток от посёлка Новосергиевка, административного центра района.

## Население
| 2010 |
| ---- |
| 559  |

### Национальный состав
Согласно результатам переписи 2002 года, в национальной структуре населения русские составляли 95 % из 487 чел.

## Известные уроженцы
- Красов, Андрей Леонидович (род. 1967) —  российский военный и политический деятель, полковник, Герой Российской Федерации.